# We Sing Rock!
We Sing Rock! es un videojuego de karaoke de 2011 parte de la saga We Sing. Las canciones del juego son de música rock.

## Gameplay
El gameplay es similar al SingStar : los jugadores son requeridos para cantar al ritmo de la música ganando puntos y emparejando letra y ritmo. El juego detecta si tarareas, lo cual es trampa, y no te da ningún punto. También contiene bonus por emparejar letra y ritmo en las partes difíciles.
- Modo solo
- Multiplayer: Batalla de Grupo,  Cantamos, Versus, Pase el Mic, Primero a X, Experto, Ciego, Maratón.
- Real Karaoke modo
- Jukebox Modo
- Sistema de premios
- Fondos opcionales
- Cuatro Micrófonos
- Integrado un USB hub

## Lista de canciones
Estuvo anunciada en septiembre.
1. Thirty Seconds to Mars – Kings and Queens 2009
2. 4 Non Blondes – What's Up
3. Alice Cooper – Poison
4. Bloc Party – The Prayer
5. The Cardigans – My Favourite Game 1998
6. Coldplay – Violet Hill
7. Creedence Clearwater Revival – Proud Mary
8. The Darkness – I Believe in a Thing Called Love 2003
9. Daughtry – What About Now
10. Def Leppard – Pour Some Sugar On Me 1987
11. Elvis Presley – Suspicious Minds
12. Europe – The Final Countdown 1986
13. Evanescence – Bring Me to Life 2003
14. Extreme – More Than Words 1991
15. Faith No More – Epic 1990
16. Franz Ferdinand – Take Me Out 2004
17. Free – All Right Now 1970
18. Garbage – I Think I'm Paranoid
19. Gossip – Standing in the Way of Control
20. Heart – Alone
21. INXS – Never Tear Us Apart
22. Kasabian – Underdog
23. KT Tunstall – Suddenly I See
24. Limp Bizkit – Rollin'
25. Meredith Brooks – Bitch
26. Motörhead – Ace Of Spades
27. My Chemical Romance – Welcome to the Black Parade
28. The Offspring – Pretty Fly (For A White Guy)
29. OK Go – Here It Goes Again 2006
30. Panic! at the Disco – Nine in the Afternoon
31. Paramore – Ignorance
32. The Pretenders – Brass in Pocket
33. Robert Palmer – Addicted to Love
34. Scorpions – Wind of Change
35. Sheryl Crow – All I Wanna Do
36. Simple Minds – Don't You (Forget About Me) 1985
37. Survivor – Eye of the Tiger
38. Tina Turner – The Best 1989
39. Wheatus – Teenage Dirtbag 2000
40. Whitesnake – Here I Go Again '87